# Cittanova
Cittanova é uma comuna italiana da região da Calábria, província de Reggio Calabria, com cerca de 10.404 habitantes. Estende-se por uma área de 61 km², tendo uma densidade populacional de 171 hab/km². Faz fronteira com Antonimina, Canolo, Ciminà, Gerace, Melicucco, Molochio, Polistena, Rizziconi, Rosarno, San Giorgio Morgeto, Taurianova.
É uma diocese italiana extinta, hoje utilizada como sé titular para arcebispos.

## Demografia
| Variação demográfica do município entre 1861 e 2011                               |
|                                                                                   |
| Fonte: Istituto Nazionale di Statistica (ISTAT) - Elaboração gráfica da Wikipedia |